# روبرتو درلين
روبرتو درلين (بالإيطالية: Roberto Derlin)‏ هو لاعب كرة قدم إيطالي، ولد في 17 يوليو 1942 في لا سبيتسيا في إيطاليا، وتوفي في 4 يونيو 2021 في جنوة في إيطاليا. لعب مع نادي جنوى ونادي سبيزيا ونادي كومو.